# メイダ島 (タイタン)
メイダ島（メイダとう、英: Mayda Insula）は、土星の衛星タイタンのクラーケン海の北部に位置する、同衛星で既知の最大の島である。
直径約168km、面積約150×90km²、液体の炭化水素と窒素とその他の不純物に囲まれた、表面温度≦-190℃ (83K)。
名前は北大西洋に位置する架空の島メイダ島に由来する。